# 14. Berlini Nemzetközi Filmfesztivál
Az 14. Berlini Nemzetközi Filmfesztivál 1964. június 26. és július 7. között került megrendezésre. Az Arany Medve díjat Metin Erksan filmje, a Susuz Yaz nyerte.
A fesztivál programjába szánták eredetileg Vilgot Sjöman filmje, a 491 is, azonban Alfred Bauer fesztiválrendező elutasította azt annak ellentmondásos természete miatt.

## Zsűri
Az alábbi emberek voltak a fesztivál zsűrijének tagjai:

### Filmek
- Anthony Mann, amerikai filmkészítő – Zsűrielnök
- Hermann Schwerin, nyugat-német jogász és filmproducer
- Lucas Demare, argentin filmkészítő és producer
- Jacques Doniol-Valcroze, francia színész, filmkészítő és kritikus
- Yorgos Javellas, görög rendező és forgatókönyvíró
- Richard Todd, brit színész
- Takashi Hamama, Egyesült Arab Emirségek
- Gerd Ressing, nyugat-német történész és újságíró

### Dokumentumfilmek és rövidfilmek
- Girija Kanta Mookerjee, indiai diplomata, pedagógus és író – Zsűrielnök
- Ferdinand Kastner, osztrák filmkritikus
- Burhan Arpad, török újságíró és író
- Hans-Joachim Hossfeld, nyugat-német rendező
- Peter Schamoni, nyugat-német rendező, forgatókönyvíró és producer
- Aud Thagaard, norvég filmkritikus
- Roland Verhavert, belga rendező

## A fesztivál programja

### Versenyben lévő filmek
Az alábbi filmek voltak versenyben az Arany Medve- és az Ezüst Medve-díjakért:
| Magyar cím               | Eredeti cím                   | Rendező                    | Ország                                    |
| ------------------------ | ----------------------------- | -------------------------- | ----------------------------------------- |
| Circe                    | Circe                         | Manuel Antín               | Argentína                                 |
| Asszonyok faluja         | Herrenpartie                  | Wolfgang Staudte           | Nyugat-Németország, Jugoszlávia           |
| Nehéz hűtlennek lenni    | La Difficulté d'être infidèle | Bernard Toublanc-Michel    | Franciaország, Olaszország                |
| Susuz Yaz                | Susuz Yaz                     | Metin Erksan               | Törökország                               |
| Los evadidos             | Los evadidos                  | Enrique Carreras           | Argentína                                 |
| Faust                    | Faust                         | Michael Suman              | Amerikai Egyesült Államok                 |
| Os Fuzis                 | Os Fuzis                      | Ruy Guerra                 | Brazília                                  |
| Rovarasszony             | にっぽん昆虫記                | Shōhei Imamura             | Japán                                     |
| L'Amour avec des si      | L'Amour avec des si           | Claude Lelouch             | Franciaország                             |
| Mahanagar                | মহানগর                         | Satyajit Ray               | India                                     |
| Leszáll az éj            | Night Must Fall               | Karel Reisz                | Egyesült Királyság                        |
| Örök szolgaság           | Of Human Bondage              | Ken Hughes, Henry Hathaway | Egyesült Királyság                        |
| A zálogos                | The Pawnbroker                | Sidney Lumet               | Amerikai Egyesült Államok                 |
| Bube szerelmese          | La ragazza di Bube            | Luigi Comencini            | Olaszország                               |
| Selvmordsskolen          | Selvmordsskolen               | Knud Leif Thomsen          | Dánia                                     |
| Kanojo to kare           | 彼女と彼                      | Susumu Hani                | Japán                                     |
| El aydi el naema         | الأيدي الناعمة                | Mahmoud Zulfikar           | Egyiptom                                  |
| Ezen a nyáron 5-kor      | Kesällä kello 5               | Erkko Kivikoski            | Finnország                                |
| Die Zeit der Schuldlosen | Die Zeit der Schuldlosen      | Thomas Fantl               | Nyugat-Németország                        |
| Tonio Kröger             | Tonio Kröger                  | Rolf Thiele                | Nyugat-Németország, Franciaország         |
| A látogatás              | La visita                     | Antonio Pietrangeli        | Olaszország, Franciaország                |
| Banditasirató            | Llanto por un bandido         | Carlos Saura               | Spanyolország, Franciaország, Olaszország |

### Dokumentumfilm és rövidfilm
| Magyar cím                                 | Eredeti cím                                | Rendező              | Ország                    |
| ------------------------------------------ | ------------------------------------------ | -------------------- | ------------------------- |
| Aanmelding                                 | Aanmelding                                 | Rob Houwer           | Hollandia                 |
| Aru kikanjoshi                             | ある機関助士                               | Noriaki Tsuchimoto   | Japán                     |
| Mi, hollandok                              | Alleman                                    | Bert Haanstra        | Hollandia                 |
| IX. Olympische Winterspiele Innsbruck 1964 | IX. Olympische Winterspiele Innsbruck 1964 | Theo Hörmann         | Ausztria                  |
| Kirdi                                      | Kirdi                                      | Max Lersch           | Ausztria                  |
| Kontraste                                  | Kontraste                                  | Wolfgang Urchs       | Nyugat-Németország        |
| Olle Olson Hagalund                        | Olle Olson Hagalund                        | Rune Ericson         | Svédország                |
| Polnische Passion                          | Polnische Passion                          | Janusz Piekałkiewicz | Lengyelország             |
| Signale                                    | Signale                                    | Raimund Ruehl        | Nyugat-Németország        |
| Sunday Lark                                | Sunday Lark                                | Sanford Semel        | Amerikai Egyesült Államok |

## Győztesek
- Arany Medve: Susuz Yaz (Metin Erksan)
- Ezüst Medve díj a legjobb rendezőnek: Satyajit Ray (Mahanagar)
- Ezüst Medve díj a legjobb színésznőnek: Sachiko Hidari (Rovarasszony, Kanojo to kare)
- Ezüst Medve díj a legjobb színésznek: Rod Steiger (A zálogos)
- A zsűri különdíja: Ruy Guerra (Os Fuzis)
- Arany Medve a legjobb dokumentumfilmnek: Mi, hollandok (Bert Haanstra)
- Arany Medve a legjobb rövidfilmnek: Kirdi (Max Lersch)
- Ezüst Medve díj a legjobb rövidfilmnek:
  - Sunday Lark (Sanford Semel)
  - Kontraste (Wolfgang Urchs)
  - Aanmelding (Rob Houwer)
- A zsűri különdíja rendkívüli rövidfilmnek: Signale (Raimund Ruehl)
- FIPRESCI-díj
  - A látogatás (Antonio Pietrangeli)
    - Tiszteletbeli említés: A zálogos (Sidney Lumet)
- Interfilm-díj
  - Selvmordsskolen (Knud Leif Thomsen)
- OCIC-díj
  - Kanojo to kare (Susumu Hani)
- UNICRIT-díj
  - Mi, hollandok (Bert Haanstra)
- Jugendfilmpreis, az ifjúsági filmes díj
  - Legjobb egész estés ifjúsági film: Kanojo to kare (Susumu Hani)
    - 'Tiszteletbeli említés: Die Zeit der Schuldlosen (Thomas Fantl)

  - Legjobb ifjúsági dokumentumfilm: Mi, hollandok (Bert Haanstra)
  - Legjobb ifjúsági rövidfilm:
    - Aanmelding (Rob Houwer)
    - Aru kikanjoshi (Noriaki Tsuchimoto)

## Fordítás
- Ez a szócikk részben vagy egészben  a(z)   14th Berlin International Film Festival című angol Wikipédia-szócikk fordításán alapul.  Az eredeti cikk szerkesztőit annak laptörténete sorolja fel. Ez a jelzés csupán a megfogalmazás eredetét és a szerzői jogokat jelzi, nem szolgál a cikkben szereplő információk forrásmegjelöléseként.